# Allosuctobelba grandis
Allosuctobelba grandis är en kvalsterart som först beskrevs av Paoli 1908.  Allosuctobelba grandis ingår i släktet Allosuctobelba och familjen Suctobelbidae.

## Underarter
Arten delas in i följande underarter:
- A. g. grandis
- A. g. europaea
- A. g. philippinensis